# Tigvoasă
Tigvoasă este un soi vechi de struguri albi provenind din Persia și naturalizat în Moldova unde a ajuns cu secole în urmă.

## Sinonime
Este cunoscut sub numele de Poama mare a calului în podgoriile Dealu Bujorului și Covurlui, Poamă mare în podgoriile Huși și Colinele Tutovei, Poala mare,Poama calului, Poama tivda, Poma Tivda, Tidva, Tigva, Tivda, Tivga, Fuerjmony, Furjmony Feher, Gandjah, Kabak Iouziomiou, Kabak Yuzyumyu, Omreu, Opiman, Schiradzouli, Schiraszouli, Siradzuli Belii, Tikveno Grozde, Tikveno Grozdet, Tiudva, Zavezen iz Bolgari.